# Arnayon
Arnayon é uma comuna francesa na região administrativa de Auvérnia-Ródano-Alpes, no departamento de Drôme. Estende-se por uma área de 19,45 km². Em 2010 a comuna tinha 26 habitantes (densidade: 1,3 hab./km²).